# Kup NS BiH 1996-1997
La Kup Nogometnog saveza Bosne i Hercegovine 1996-1997 è stata la terza edizione della coppa dei Bosgnacchi (le altre etnie della Bosnia Erzegovina disputavano altre coppe: la Kup Herceg-Bosne per i croati e la Kup Republike Srpske per i serbi) e si è conclusa con la vittoria finale del Sarajevo, al suo primo titolo.

## Quarti di finale
| Squadra 1          | Risultato | Squadra 2          |
| ------------------ | --------- | ------------------ |
| 30 aprile 1997     |           |                    |
| Čelik Zenica       | 1 - 0     | Đerzelez           |
| Radnik Lipnica     | 2 - 4     | Željezničar        |
| Vrbanjuša Sarajevo | 1 - 3     | Radnički Lukavac   |
| Sarajevo           | 5 - 0     | Budućnost Banovići |

## Semifinali
| Squadra 1        | Totale | Squadra 2    | Andata     | Ritorno    |
| ---------------- | ------ | ------------ | ---------- | ---------- |
|                  |        |              | 14.05.1997 | 21.05.1997 |
| Sarajevo         | 4 - 2  | Čelik Zenica | 4 - 2      | 0 - 0      |
| Radnički Lukavac | 2 - 4  | Željezničar  | 2 - 1      | 0 - 3      |

## Finale
| Arbitro: | Mirsad Ibrišimbegović |

| |            | |
| Repuh 30’ Ferhatović 88’ (rig.)                                                                                             | Marcatori  | |
| Petranović Herco Hošić Ćupina Beganović Uščuplić Repuh (Ćenan) Gogalić (Granov) Smječanin Turković (Ferhatović) Ihtijarević | Formazioni | Hurtić Biščević Adžem (Kurt) Kunić Memić Pintul Pehlivanović (Burek) Muharemović Muslimović (Jahić) F. Žerić Osim |
| Nermin Hadžiahmetović | Allenatori | Dino Đurbuzović                                                                                                   |